# Життя Мікеланджело
«Життя Мікеланджело» (італ. Vita di Michelangelo) — італійський телевізійний мінісеріал виробництва телерадіокомпанії RAI, який транслювався у трьох епізодах на каналі «Національна програма» протягом тижня з 13 по 20 грудня 1964 року.

## Про серіал
Режисером став Сільверіо Блазі, а сценарій написали Ромільдо Кравері та Дієго Фаббрі на сюжет Джорджіо Проспері, заснований на житті італійського художника Мікеланджело Буонарроті, у рамках відзначення чотирьохсотліття його смерті.
Трансляція була нетиповою, особливо для того часу, оскільки, як вказує Enciclopedia della televisione, телесеріал був чимось середнім між документальним фільмом та суто телевізійною драмою.
Сценографія, створена Мауріціо Маммі (італ. Maurizio Mammì), організована на єдиній структурі, здатній до різноманітних адаптацій, і гра головного героя (Джан Марія Волонте) сприяли позитивному результату.
Пізніше сам Проспері надав тему та сценарій для двох інших «Життів» (куратором проєкту був Анджело Ґульєлмі): «Життя Данте» в 1965 році та «Життя Кавура» у 1967 році.

## Склад
- Джан Марія Волонте: Мікеланджело Буонарроті
- Лідія Альфонсі: Вітторія Колонна
- Андреа Лала: Мікеланджело Буонарроті Молодший
- Ріккардо Куччолла: голос оповідача
- Карло Д'Анджело: Лоренцо Чудовий
- Андреа Чеккі: Франческо Строцці
- Умберто Орсіні: Томмазо де Кавальєрі
- Фоско Джакетті: Лодовіко Буонарроті
- Антоніо Баттістелла: П'єр Содеріні
- Массімо Фоскі: П'єро Торріджані
- Маріо Коллі: Донато Браманте
- Антоніо Краст: Юлій II
- Даніеле Тедескі: Капітан
- П'єр Луїджі Золло: Леонардо да Вінчі
- Вітторіо Дузе: Маріо Орсіні
- Клаудіо Камазо (Волонте): племінник Леонардо
- Джанні Бертончін

## Виноски
1. ↑  Fonte: Schede [Архівовано 6 dicembre 2008 у Wayback Machine.] su Teche Rai
2. ↑  Grasso A. (a cura di), Enciclopedia della televisione, Garzanti, 2008